# خلوة الشعراوي
قرية خلوة الشعراوي هي إحدى القرى التابعة لمركز منيا القمح في محافظة الشرقية في جمهورية مصر العربية. حسب إحصاءات سنة 2006، بلغ إجمالي السكان في خلوة الشعراوي 1182 نسمة، منهم 606 رجل و576 امرأة.